# 여인애사
"여인애사"는 한국에서 제작된 신경균 감독의 1950년 영화이다. 송미남 등이 주연으로 출연하였고 신경균 등이 제작에 참여하였다.

## 출연

### 주연
- 송미남
- 유호
- 주증녀
- 박경주

## 기타
- 조명: 함완섭
- 녹음: 최칠복